# New or Noteworthy North American Crassulaceae
New or Noteworthy North American Crassulaceae (abreviado New N. Amer. Crassul.) es un libro con ilustraciones y descripciones botánicas que fue escrito por el geólogo, botánico y taxónomo estadounidense Nathaniel Lord Britton y publicado en Estados Unidos en el año 1903.